# O'Connor Park
 (mars 2025).
Si vous disposez d'ouvrages ou d'articles de référence ou si vous connaissez des sites web de qualité traitant du thème abordé ici, merci de compléter l'article en donnant les références utiles à sa vérifiabilité et en les liant à la section « Notes et références ».
Pour les articles homonymes, voir O'Connor.
O'Connor Park est le principal stade de sports gaélique du comté d'Offaly en Irlande. Il est localisé dans la ville de Tullamore et possède une capacité d’accueil de 20 000 places. Le stade a été inauguré en 1934 puis rénové entre 2004 et 2006.
Le stade est composé d’une tribune couverte et de trois terrasses découvertes. La tribune a été construite en 1991 puis remplacée par la tribune actuelle en 2006. La New Strand peut contenir 7 000 personnes assises et contient aussi la section réservée à la presse. La tribune est divisée en dix sections et ses sièges sont colorés en blanc, vert et or, les couleurs de l’équipe d'Offaly GAA et font figurer les mots Uíbh Fhailí qui signifient Offaly en irlandais.
En même temps que la reconstruction du New Strand, la tribune opposée a elle aussi été restaurée. Elle peut maintenant accueillir 8 000 personnes assises, mais non couvertes. Un plan de rénovation existe pour le reste du stade.
Le stade appartient au club de Tullamore GAA, mais a été loué en 2002 à l’Association athlétique gaélique pour une période de 35 années.